# Oronsay
Oronsay (en gaélico escocés, Orasaigh), Hébridas interiores,  a veces escrito y pronunciado Oransay por la comunidad local, es una pequeña isla de marea al sur de Colonsay, en las Hébridas interiores escocesas, y ocupa una superficie de 5,43 kilómetros cuadrados.
La isla se eleva a una altitud de 93 metros  en el monte de Beinn Orasaigh y está vinculada a Colonsay por un camino de marea (llamado Traigh ("la playa")) que consta de bancos de arena y barro. En el censo de 2001 se registró que Oronsay tenía una población de cinco personas, que vivían en la finca adyacente al Priorato de Oronsay. En 2011 la población había aumentado a ocho.  La isla no tiene alojamientos para visitantes, y su acceso depende del camino de marea desde Colonsay. Al sur del priorato, existe un pequeño aeródromo que "lucha una batalla perdida contra los conejos".

## Etimología
Hay dos teorías sobre el origen del nombre, en nórdico antiguo. Se entiende que proviene del nombre "Örfirisey", que significa "isla de la marea reflujo", aunque otra teoría esgrime que en realidad el nombre significa "Isla de Oran" (en original gaélico, "Eilean Orain"), ya que San Orán fue el fundador del monasterio original de la isla en 563.  Hay pocas razones para creer en esta última teoría. Ningún documento antiguo contiene el nombre Eilean Orain, mientras que la confirmación papal de las tenencias de Iona en 1203 (Archivo Segreto Vaticano, Reg. Vat. 5f 113v) demuestra que el abad y la comunidad de Iona poseían la iglesia de Colonsay y las islas de Oronsay y Colonsay (Coluansei y Oruansei) .Si hubiera habido una iglesia en Oronsay en 1203, el documento seguramente habría confirmado la propiedad de Iona. La forma Oruansei también confirma la probabilidad de que el nombre se refiera a una isla de marea, característica propia de Oronsay.

## Prehistoria
Tanto Oronsay como la vecina Colonsay han proporcionado a los arqueólogos información invaluable sobre el período mesolítico de la prehistoria, en concreto sobre la dieta alimenticia de los seres humanos. En la década de 1880, se descubrieron tres pozas en Oronsay donde se encontraron un pedazo de hueso que se estima del año 4600 Antes de Cristo y una cáscara de ostra, que se estima del año 3065 Antes de Cristo.  La evidencia proporcionada por los huesos de carbonero encontrados en las pozas sugiere que la población local vivía allí durante todo el año y era fuertemente dependiente de la proteína marina. Las fechas de los asentamientos humanos en Colonsay e Islay sugieren una ausencia de la vivienda humana en el área durante los años 5250 a 4750 AC por razones desconocidas.
Hay relativamente pocas pruebas de vida durante el Neolítico y la Edad de Bronce, aunque puede hablarse de "pequeñas comunidades agrícolas y cambios en la tecnología que ocurren lentamente durante un largo período de tiempo" en Colonsay y alrededores. Al final de la Edad de Hierro (alrededor de 500 Después de Cristo) Colonsay y Oronsay eran parte del reino de lengua gaélica Dál Riata aunque se desconoce cuál de las principales familias de Dalriadan los controlaba. La fundación del fuerte de Dùn Eibhinn en Colonsay, que domina Oronsay, data de este período.

## Historia religiosa
En el siglo VI, Columba llegó a Oronsay en su primer viaje de Irlanda a Iona, pero continuó adelante cuando descubrió que podría todavía ver Irlanda de la cumbre de Beinn Orasaigh. Watson (2004) menciona a Oronsay como una posible candidata para ser Hinba, una isla en Escocia de localización incierta. donde se encontraba un pequeño monasterio asociado con la Iglesia de Columba en Iona. El monasterio original de Orán pudo haber sido una dependencia de la Abadía de Kiloran en Colonsay.
Se han encontrado en Oronsay y Colonsay lugares de entierros navales nórdico, fechados ambos a mediados del siglo IX,  momento en el cual estas islas eran probablemente parte del Reino de las Islas. Tras el Tratado de Perth de 1266, las Hébridas fueron cedidas al Reino de Escocia y el idioma gaélico reafirmó su posición dominante en las Hébridas del sur.
Oronsay también tuvo un priorato medieval agustino, cuyas ruinas todavía existen.  Fue construido alrededor de 1380, posiblemente en el mismo lugar donde se encontraba el antiguo monasterio del siglo VI, tal vez fundado por John de Islay, Señor de las Islas.  A principios del siglo XVI una escuela de escultura monumental "floreció" en Oronsay. Dos enormes cruces celtas se encuentran fuera del perímetro de los antiguos edificios y muchas losas con efigies u otras tallas pueden encontrarse todavía dentro del priorato.

## Siglos XVI a XVIII
En una visita a Colonsay en el siglo XVIII, sir Joseph Banks fue informado de que Murchardus Macdufie (muerto en 1539) "era un factor o un encargado del rey Macdonald de las islas en estas islas de Oransay y de Colonsay, y que por su mal gobierno y tiranía fue ejecutado por orden de ese príncipe ".
Según Caldwell (2011) "el período medieval en Islay, Jura y Colonsay fue un punto culminante cultural"  pero el último prior conocido de Oronsay fue Robert Lamont, elegido en 1555. Después de la reforma escocesa de 1560, las tierras y propiedades del priorato fueron entregadas in commendam a Maol Choluim MacDubhthaich (Malcolm MacDuffie), en cuya época parece que la comunidad dejó de existir. Los MacDuffies centraron sus operaciones en el lugar del antiguo fuerte Dalriadan de Dun Eibhinn.
Donald Monro, Alto Decano de las Islas, describió en 1549 a "Orvansay" como una isla baja con "un monasterio de Channonis" y "lleno de liebres y puletes, con un buen fondeadero para las galeras". En 1596, un informe sobre la fuerza militar de los Señores de las Islas indicó que Colonsay y Oronsay mantuvieron un contingente de 100 guerreros que no estaban obligados a trabajar la tierra.
Al comienzo del siglo XVII, la tierra de Colonsay era propiedad del Clan Macfie y del Clan MacDonald de Dunnyveg. En 1623, Coll Ciotach (Colkitto), un mercenario Dunnyveg, fue acusado del asesinato de Malcolm MacFie. MacFie se había escondido en Eilean nan Ròn (un islote al suroeste de Oronsay), pero fue descubierto allí por los hombres de Colkitto, detenido y luego atado a una piedra y fusilado sumariamente. Sin embargo, después de la muerte de su jefe, los MacFies perdieron el control de sus tierras y antes de 1630 Colkitto controlaba Colonsay y Oronsay para el clan Campbell, condes de Argyll. Sin embargo, poco después Colkitto perdió su propia vida en las Guerras de los Tres Reinos y en 1701 los Campbell habían vendido ambas islas a un MacNeill de Knapdale, cuya familia poseyó estas tierras hasta principios del siglo XX.
Martin Martin observó en una publicación de 1703 que Oronsay:

Tiene cuatro millas de circunferencia, siendo en su mayor parte una tierra arenosa, seca, y fructífera en el maíz y la hierba; También está adornada con una iglesia, una capilla y un monasterio ... Hay varios lugares de enterramiento aquí, y las lápidas tienen en su mayor parte una espada de dos manos grabada en ellas. En el lado sur de la iglesia se encuentran las tumbas de MacDuffie y de los cadetes de su familia; Hay un barco bajo la vela y una espada de dos manos grabada en la lápida principal y esta inscripción, Hic jacit Malcolumbus MacDuffie de Collonsay; Su escudo de armas es de color rojo, apoyado en una piedra, a través de la cual se hace un agujero para sujetarlo. Hay unas cruces en los lados este y oeste de esta iglesia, que ahora están rotas; Su altura era de unos 12 pies cada una; Hay una gran cruz en el lado oeste de la iglesia, de una piedra muy dura; Hay un pedestal de tres escalones, por el que suben a ella, es de 16 pies de alto, y un pie y medio de ancho; hay un gran crucifijo en el lado oeste de esta cruz, tiene una inscripción debajo, pero no legible, estando casi desgastada por la herida del tiempo; El otro lado tiene un árbol grabado en él ... Los nativos de Colonsay están acostumbrados, después de su llegada a la isla de Oronsay, a dar una vuelta por la iglesia, antes de realizar cualquier otra clase de actividad.
 Martin Martin, una descripción de las islas occidentales de Escocia.

La isla es propiedad en la actualidad de la familia Colburn.

## Vida animal
Las rocas y arrecifes de Eilean nan Ròn (Isla de las Focas), al suroeste, son una importante colonia de cría de focas grises. El islote tiene una casa en ruinas, posiblemente utilizado en el pasado por un recolector de quelpo y usado para pastoreo de ovejas en el verano, siendo las rocas fertilizadas por las barnaclas cariblancas que acuden en invierno. Dean Munro también mencionó el islote cercano de Eilean Ghaoideamal bajo su nombre anterior de Ellan na muk, describiéndolo como "un nido de cerdos y otras bestias".
Con el fin de conservar la población de chovas y la reproducción de codornices, Oronsay y el sur de Colonsay se convirtieron en un Área de Protección Especial de la Unión Europea en diciembre de 2007.  Colonsay y Oronsay son el hogar de unas 50 colonias de la única especie nativa de abejas melíferas en Gran Bretaña, la abeja oscura europea. En 2013, el gobierno escocés introdujo la orden de apicultura (Colonsay y Oronsay) para proteger la especie, que ha sufrido declives serios en el continente, debido a su cruzamiento y enfermedades.